# Talentebude
Die Talentebude war eine Sendung im Kinderfernsehen der DDR, in der junge Talente präsentiert wurden. Sie lief auf dem Kanal DDR2 des Deutschen Fernsehfunks von 1987 bis 1989. Es konnten sich Kinder und Jugendliche bewerben, die höchstens 18 Jahre alt waren.
Aufgezeichnet wurde die Sendung in Studio 3 des Fernsehens der DDR in Berlin-Adlershof. Die Sendung wurde anfangs von Evelyn Kunze moderiert, ab 1988 von Inka Bause und Hendrik Bruch. Außerdem wirkte die Handspielpuppe „Theo“ mit, die von Puppenspieler Peter Bausdorf geführt wurde. Die Sendung wurde zum Sprungbrett für viele Künstler der DDR.